# 南蛮鸡

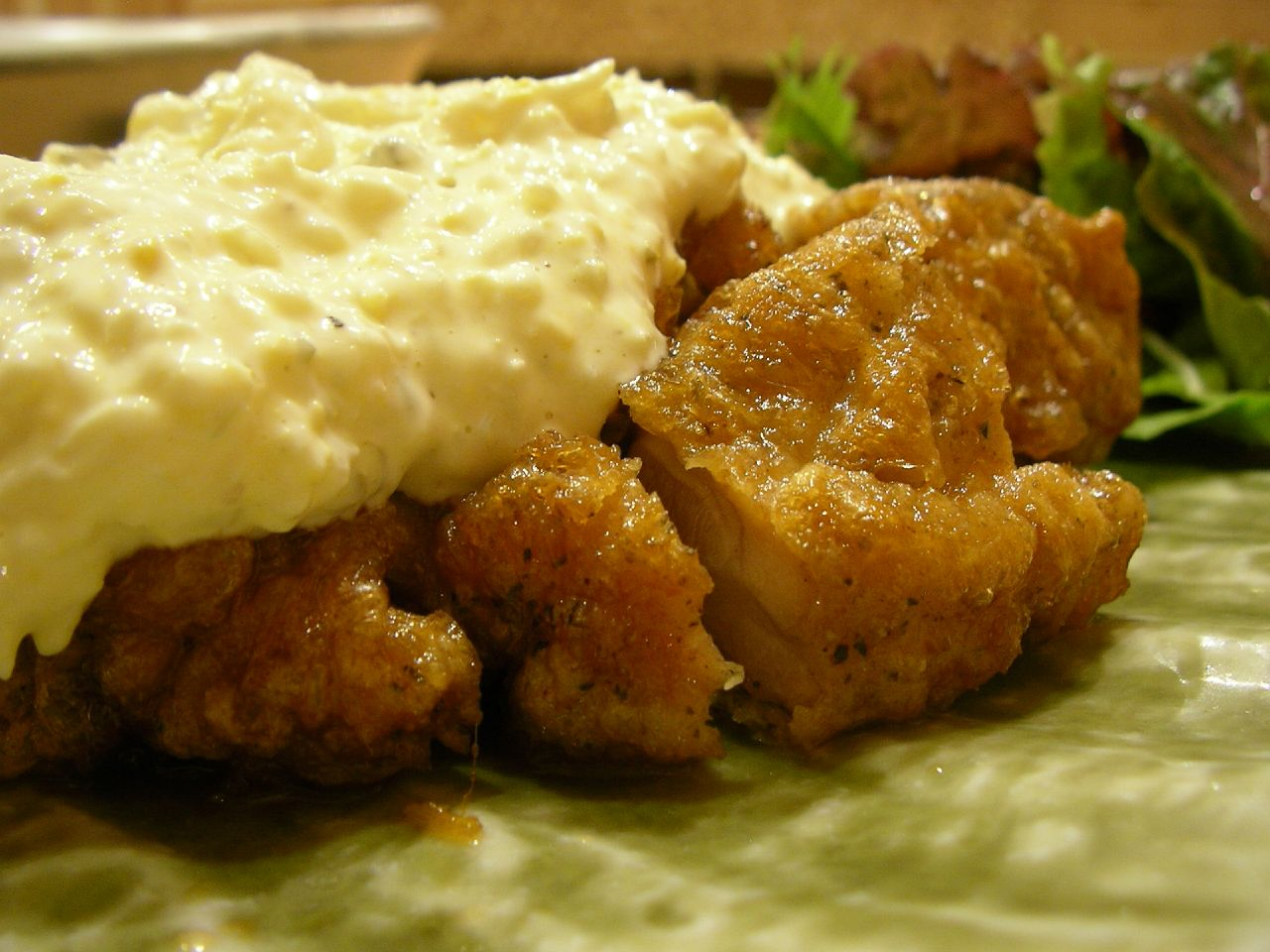
鸡肉南蛮

鸡肉南蛮（日语：／ Chikin Nanban ?）是日本宫崎县的一种鸡肉料理。

## 作法

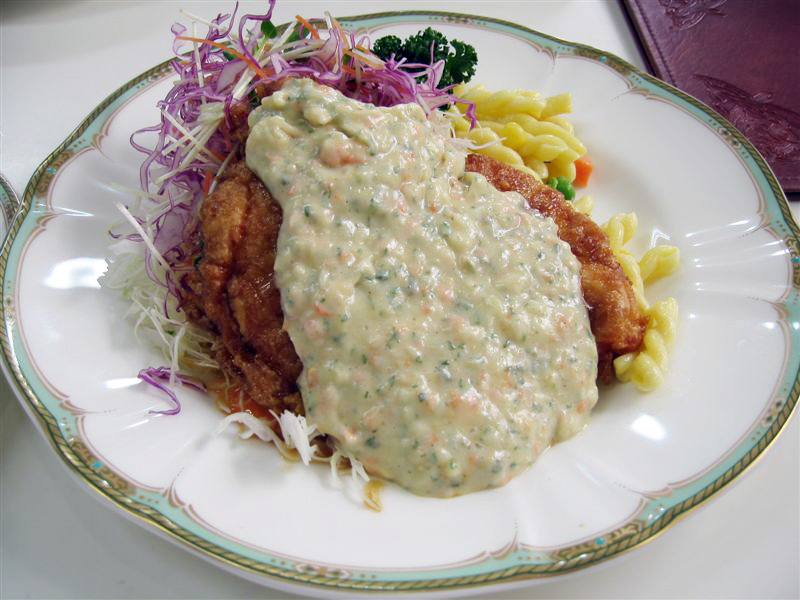
「おぐら」的南蠻雞

将鸡肉用南蛮渍（南蛮漬け）法腌渍，即用糖醋（甘酢）、葱及辣椒（南蛮辛子）作为腌渍料。之后挂上麵糊后下锅炸熟（唐揚），再浇上西餐的塔塔醬作蘸料即可。也可做成日式盖饭，称为南蠻雞丼飯。過去多使用雞胸肉，現在許多餐廳改選擇脂肪較多、具有份量的雞腿肉。
南蠻雞在宮崎縣是配菜店與餐廳的經典料理，也是知名的家庭料理。超市等都可買到南蠻雞用的塔塔醬與南蠻漬的醃漬料。
在首都圈與關西圈的宮崎料理餐廳以及超商、便當店等的推波助瀾之下，南蠻雞成為日本全國知名的料理之一。2007年入選農林水產省農山漁村鄉土料理百選「當地人氣料理特選」。

## 起源

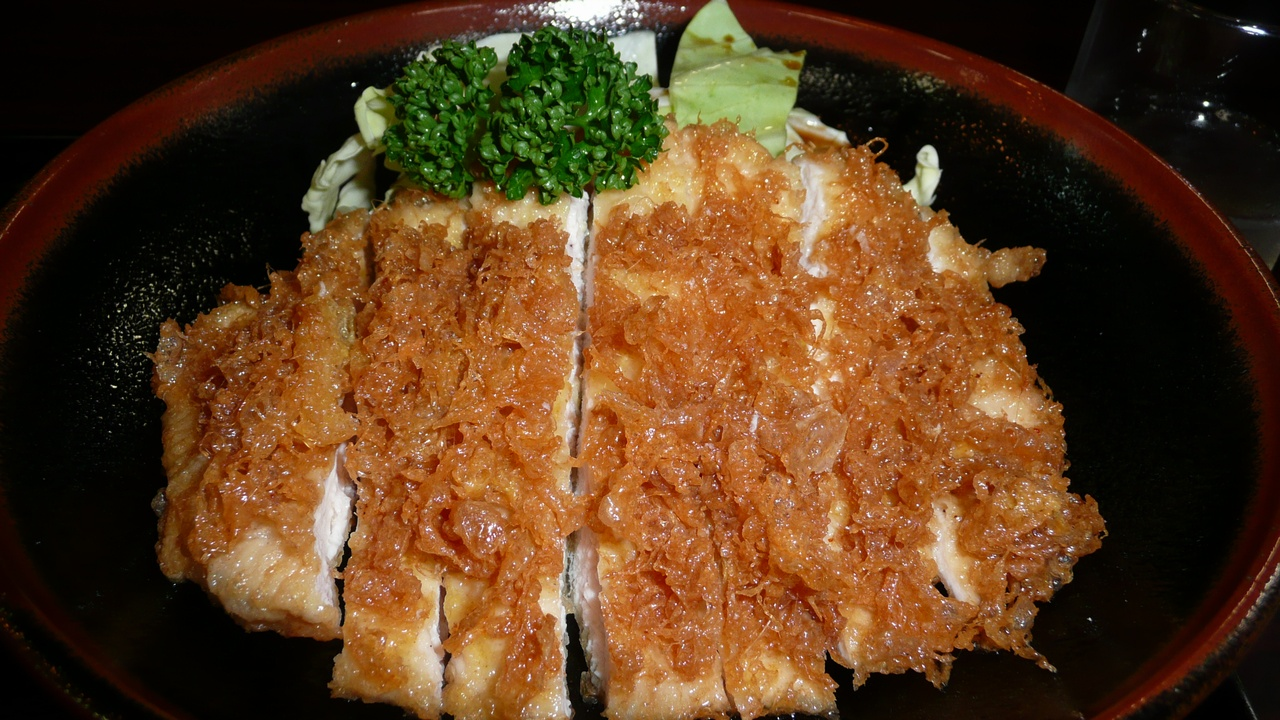
「直ちゃん」的南蠻雞

關於南蠻雞的起源有兩種說法。一說是「直ちゃん」（Na o-chan）為南蠻雞的始祖，另一說是1966年，加入塔塔醬的「おぐら」（O gu ra）為起源。兩者皆起源於宮崎縣延岡市與南蠻人的文化結合食品。

## 命名
鸡肉南蛮中“鸡肉”是用日文假名拼写英语发音的，以便与“雞南蛮”这一荞麦面料理区分开来。